# Escherndorfer Fürstenberg

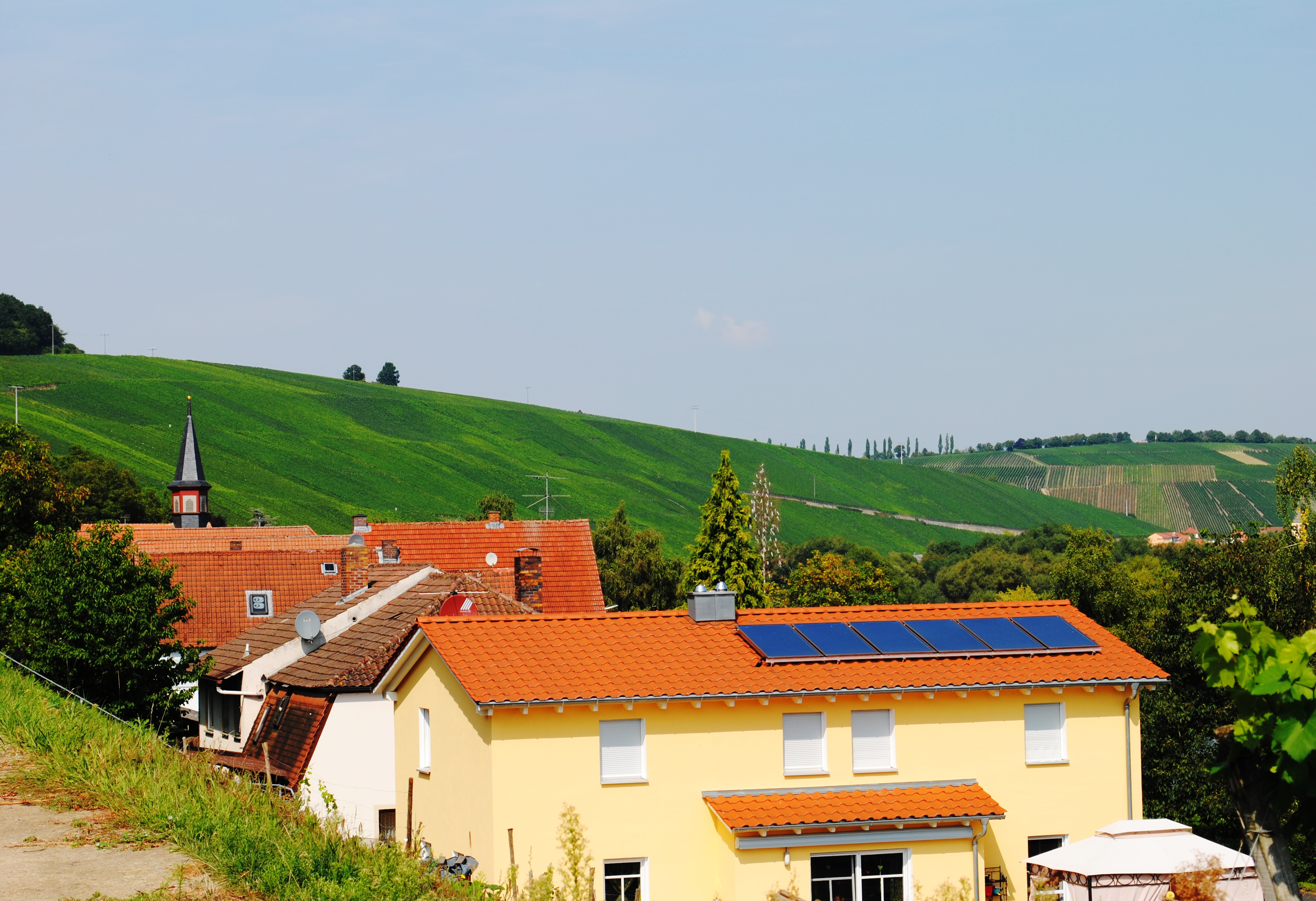
Die Weinlage Fürstenberg mit dem Dorf Köhler

Escherndorfer Fürstenberg (auch Köhler Fürstenberg) ist eine der bekanntesten Weinlagen im Anbaugebiet Franken. Sie liegt in den Gemarkungen der Volkacher Ortsteile Escherndorf und Köhler im unterfränkischen Landkreis Kitzingen. 

## Geografische Lage und Geologie
Die Rebenfläche liegt am Rande der Volkacher Mainschleife. Sie zieht sich entlang der Kreisstraße KT 31, die parallel zum Main verläuft. Im Norden und Nordosten liegt Escherndorf, oberhalb dessen anderer Lage Lump sich die Weinberge des Fürstenbergs bis nach Astheim ziehen. In einem Bogen in Richtung Süden verläuft die Rebenfläche an Köhler vorbei bis zur Gemarkungsgrenze bei Neuses am Berg, einem Dettelbacher Stadtteil. Der Escherndorfer Fürstenberg nimmt die Hänge des sogenannten Langenbergs und des Escherndorfer Berges bzw. Vogelberges ein.
Der Escherndorfer bzw. Köhler Fürstenberg nimmt heute eine Fläche von über 60 ha ein, von denen allerdings nur 55,32 ha als Erste Lage klassifiziert werden. Die Fläche verringerte sich seit 1993, als noch etwa 85 ha mit Reben bestockt waren. Die Weinreben ziehen sich in einem Winkel von 60 % den zwischen 200 und 260 m hohen Berg hinauf. Auf den Böden aus Muschelkalk, Lettenkeuper und Lösslehm werden die Rebsorten Silvaner, Weißer Burgunder und Chardonnay angebaut. Die Weinlage ist Teil der Großlage Volkacher Kirchberg im Bereich Volkacher Mainschleife.

## Geschichte
An der Mainschleife ist die Weinrebe erstmals im Jahr 906 nachgewiesen. In einer Urkunde bestätigte König Ludwig das Kind die Schenkungen seines Vaters an das Kloster Fulda. Neben mehreren Orten waren auch Weinberge um die Vogelsburg zur Bonifatiusabtei gekommen. Wahrscheinlich ist allerdings, dass der Wein bereits im 7. Jahrhundert von den fränkischen Siedlern in die Region gebracht wurde.
Im Zuge der Gründung eines Karmelitenklosters auf dem Vogelsberg im Jahr 1282 wurde der Langenberg ein zusammenhängendes Weinbauareal. Die Bevölkerung bestand zu dieser Zeit in Escherndorf bereits fast ausschließlich aus Winzern. Das Kloster Ebrach, das nach 1500 über einen Teil des Dorfes herrschte, besaß auch mehrere Weinberge am Berg. Köhler entstand wahrscheinlich ebenfalls als Winzerdorf, allerdings musste die Bevölkerung in schlechten Weinjahren häufig in den Escherndorfer Weinbergen aushelfen.
Der Langenberg wendet sich auf Köhler Gemarkung nämlich nach Osten, sodass die Reben hier nicht dieselbe Sonneneinstrahlung erhalten. Im 19. Jahrhundert verarmte Köhler deshalb nach dem Auftreten der Reblaus rasch. In Escherndorf blieb der Weinbau weiter ein wichtiger Wirtschaftszweig, weil es gelang, die hochklassigen „Bergweine“ auch weiterhin zu exportieren. Erst nach dem Zweiten Weltkrieg begann auch wieder um Köhler der Anbau von Wein.
Im Zuge der Flurbereinigung mussten die Weinlagen zu Einzellagen zusammengelegt werden. In Ausführung des Weingesetzes von 1971 wurden alle Lagen zur Einzellage „Fürstenberg“ zusammengefasst. Insgesamt mussten 33 Lagen bereinigt werden, darunter die zwei Köhler Lagen „Engelsgepräng“ und „Langenberg“. Die nördlichsten Teile der Weinlage befinden sich am Prosselsheimer Weg. Vom VDP wurde der Fürstenberg als Erste Lage klassifiziert.

## Weingüter (Auswahl)
Mehrere renommierte Weingüter besitzen heute Rebstöcke am Hang des Langen- oder Fürstenbergs. Neben einigen lokal anerkannten Betrieben gibt es auch etliche überregional bekannte Weinbauern und ausgezeichnete Güter. Mehrere Güter wurden vom Verband Deutscher Prädikatsweingüter (VDP) ausgezeichnet.
- Weingut Johann Arnold, Iphofen
- Weingut Michael Blendel, Escherndorf[7]
- Weingut Andreas Braun, Volkach
- Weingut Michael Fröhlich, Escherndorf
- Weingut Horst Sauer, Escherndorf[8]
- Weingut Rainer Sauer, Escherndorf[9]
- Winzer Sommerach, Sommerach
- Winzergemeinschaft Franken, Repperndorf
- Weingut Egon Schäffer, Escherndorf
- Weingut Zur Schwane, Volkach
- Weingut am Vögelein, Nordheim am Main